# Centro Ciência Viva de Lagos
O Centro Ciência Viva de Lagos é um museu de ciência, situado na cidade de  Lagos, em Portugal. Está baseado na Casa Fogaça, um solar do século XVIII.

## Descrição
O Centro de Ciência Viva de Lagos é dedicado principalmente à temática dos Descobrimentos Portugueses, expondo as várias ciências e artes ligadas à navegação nos séculos XV e XVI, como a cartografia, construção naval e a astronomia, através de várias actividades.
Encontra-se instalado na Casa Fogaça, um antigo solar setecentista de traça pombalina, doado à cidade pela última proprietária, Maria Boulain Fogaça, e que incluía vários pátios e um jardim, que foram aproveitados pelo Centro. Situa-se no centro histórico de Lagos, tendo acesso pelo terraço do Mercado Municipal da Avenida ou pela Rua Dr. Faria e Silva.

## História
Entre Outubro de 2006 e Fevereiro de 2008, a empresa Era arqueologia fez o acompanhamento das obras de adaptação do solar em museu, principalmente nos trabalhos que consistiram na abertura de valas para a instalação dos equipamentos de água, saneamento e electricidade. Foram feitas várias descobertas de interesse arqueológico, como a identificação de três inumações primárias num compartimento, de vestígios osteológicos numa das salas ao nível do solo, e numa outra, que foi escavada na rocha, foi registada a presença de um tecto em tijoleira, formando uma abóbada. Foram igualmente descobertos vestígios de uma calçada no pátio frontal da casa, que no centro era formado por tijolo burro, e nas laterais por seixos. Em 2007 foram feitas três sondagens, tendo sido encontrada uma estrutura negativa com materiais dos séculos XVII a XVIII, e uma estrutura em alvenaria, cuja vala de fundação atingiu vários depósitos também dos séculos XVII a XVIII, e que provavelmente seriam utilizados para entulho ou como aterro. Neste último destaca-se a descoberta de alguns fragmentos de peças de louça malagueira, do século XVI, em conjunto com peças de períodos posteriores.
Foi inaugurado em 29 de Janeiro de 2009, pelo Ministro da Ciência, Tecnologia e Ensino Superior, José Mariano Gago. Foi o terceiro a ser construído no Algarve, e o décimo oitavo em Portugal, tendo a sua construção custado cerca de 1,5 milhões de Euros, financiados pela Câmara Municipal de Lagos com o apoio de fundos comunitários.